# Finale de la Ligue des champions de l'UEFA 2019-2020
La finale de la Ligue des champions 2019-2020 est la 65e finale de la Ligue des champions de l'UEFA. Ce match de football devait avoir lieu le 30 mai 2020 au stade olympique Atatürk d'Istanbul, en Turquie avant d'être reporté en raison de la pandémie de Covid-19. Elle se déroule le 23 août 2020 au Estádio da Luz de Lisbonne, au Portugal.
Le vainqueur, le Bayern Munich, est qualifié pour la Supercoupe de l'UEFA 2020 et la Coupe du monde des clubs 2020, compétitions qu’il remportera par la suite pour réaliser un sextuplé historique.

## Sélection de l'organisateur
Un système de candidatures est mis en place le 27 septembre 2017 afin de désigner les organisateurs des finales de Ligue des champions, Ligue Europa, Ligue des champions féminines ainsi que la Supercoupe de l'UEFA. Les associations ont alors jusqu'au 31 octobre 2017 pour exprimer leur intérêt et jusqu'au 1er mars 2018 pour déposer leur candidature définitive. Les associations organisant des matches lors de l'Euro 2020 n'étant pas autorisées à déposer leur candidature.
Deux associations expriment ainsi leur intérêt : le Portugal avec le stade de Luz de Lisbonne et la Turquie avec le stade olympique Atatürk d'Istanbul. La candidature turque est finalement retenue lors d'une réunion exécutive de l'UEFA à Kiev le 24 mai 2018. Ce sera la deuxième fois que ce stade accueillera la finale de la Ligue des champions après le Miracle d'Istanbul qui a vu s'opposer le club Anglais du Liverpool FC face aux Italiens du Milan AC lors de la finale de 2005.
| Association | Stade         | Ville    | Capacité |
| ----------- | ------------- | -------- | -------- |
| Turquie     | Stade Atatürk | Istanbul | 75 145   |
| Portugal    | Stade de Luz  | Lisbonne | 64 642   |

En raison de la pandémie de Covid-19, la rencontre est reportée au 23 août 2020 et se joue désormais au Stade de Luz de Lisbonne au Portugal.

## Stade
Le Stade de Luz est inauguré en 2003. Il possède une capacité de 64 642 places. Il s'agît de la deuxième finale de Ligue des champions organisée dans le stade après celle de 2014.

## Parcours des finalistes
Note : dans les résultats ci-dessous, le score du finaliste est toujours donné en premier (D : domicile ; E : extérieur).
| Rang | Équipe              | Pts | J | G | N | P | Bp | Bc | Diff |
| ---- | ------------------- | --- | - | - | - | - | -- | -- | ---- |
| 1    | Paris Saint-Germain | 16  | 6 | 5 | 1 | 0 | 17 | 2  | +15  |
| 2    | Real Madrid         | 11  | 6 | 3 | 2 | 1 | 14 | 8  | +6   |
| 3    | Club Bruges         | 3   | 6 | 0 | 3 | 3 | 4  | 12 | -8   |
| 4    | Galatasaray         | 2   | 6 | 0 | 2 | 4 | 1  | 14 | -13  |

| Rang | Équipe                   | Pts | J | G | N | P | Bp | Bc | Diff |
| ---- | ------------------------ | --- | - | - | - | - | -- | -- | ---- |
| 1    | Bayern Munich            | 18  | 6 | 6 | 0 | 0 | 24 | 5  | +19  |
| 2    | Tottenham Hotspur        | 10  | 6 | 3 | 1 | 2 | 18 | 14 | +4   |
| 3    | Olympiakos               | 4   | 6 | 1 | 1 | 4 | 8  | 14 | -6   |
| 4    | Étoile rouge de Belgrade | 3   | 6 | 1 | 0 | 5 | 3  | 20 | -17  |

## Match
Le Paris Saint Germain se montre plus dangereux face à des Bavarois fébriles défensivement. Manuel Neuer s'interpose devant les tentatives des attaquants parisiens. En 2e mi temps, Joshua Kimmich centre pour Kingsley Coman qui ouvre le score, dans le dos de la défense parisienne. Paris tente de revenir au score mais Neymar et Mbappé ne parviennent pas à tromper Neuer.  
| Paris Saint-Germain · |                          |     |
| Titulaires :          |                          |     |
|                       |                          |     |
| 01                    | Keylor Navas             |     |
| 14                    | Juan Bernat              | 80e |
| 03                    | Presnel Kimpembe         |     |
| 02                    | Thiago Silva             |     |
| 04                    | Thilo Kehrer             |     |
| 08                    | Leandro Paredes          | 65e |
| 05                    | Marquinhos               |     |
| 21                    | Ander Herrera            | 72e |
| 10                    | Neymar                   |     |
| 07                    | Kylian Mbappé            |     |
| 11                    | Ángel Di María           | 80e |
|                       |                          |     |
| Remplaçants :         |                          |     |
| 16                    | Sergio Rico              |     |
| 30                    | Marcin Bułka             |     |
| 20                    | Layvin Kurzawa           | 80e |
| 22                    | Abdou Diallo             |     |
| 25                    | Mitchel Bakker           |     |
| 31                    | Colin Dagba              |     |
| 06                    | Marco Verratti           | 65e |
| 19                    | Pablo Sarabia            |     |
| 23                    | Julian Draxler           | 72e |
| 27                    | Idrissa Gueye            |     |
| 17                    | Eric Maxim Choupo-Moting | 80e |
| 18                    | Mauro Icardi             |     |
|                       |                          |     |
| Entraîneur :          |                          |     |
| Thomas Tuchel         |                          |     |

| Bayern Munich · |                           |     |
| Titulaires :    |                           |     |
|                 |                           |     |
| 01              | Manuel Neuer              |     |
| 19              | Alphonso Davies           |     |
| 27              | David Alaba               |     |
| 17              | Jérôme Boateng            | 25e |
| 32              | Joshua Kimmich            |     |
| 18              | Leon Goretzka             |     |
| 06              | Thiago                    | 86e |
| 29              | Kingsley Coman            | 68e |
| 25              | Thomas Müller             |     |
| 22              | Serge Gnabry              | 68e |
| 09              | Robert Lewandowski        |     |
|                 |                           |     |
| Remplaçants :   |                           |     |
| 26              | Sven Ulreich              |     |
| 39              | Ron-Thorben Hoffmann (de) |     |
| 02              | Álvaro Odriozola          |     |
| 04              | Niklas Süle               | 25e |
| 05              | Benjamin Pavard           |     |
| 21              | Lucas Hernandez           |     |
| 08              | Javi Martínez             |     |
| 10              | Philippe Coutinho         | 68e |
| 11              | Michaël Cuisance          |     |
| 14              | Ivan Perišić              | 68e |
| 24              | Corentin Tolisso          | 86e |
| 35              | Joshua Zirkzee            |     |
|                 |                           |     |
| Entraîneur :    |                           |     |
| Hansi Flick     |                           |     |

| Paris Saint-Germain · |                          |     |
| Titulaires :          |                          |     |
|                       |                          |     |
| 01                    | Keylor Navas             |     |
| 14                    | Juan Bernat              | 80e |
| 03                    | Presnel Kimpembe         |     |
| 02                    | Thiago Silva             |     |
| 04                    | Thilo Kehrer             |     |
| 08                    | Leandro Paredes          | 65e |
| 05                    | Marquinhos               |     |
| 21                    | Ander Herrera            | 72e |
| 10                    | Neymar                   |     |
| 07                    | Kylian Mbappé            |     |
| 11                    | Ángel Di María           | 80e |
|                       |                          |     |
| Remplaçants :         |                          |     |
| 16                    | Sergio Rico              |     |
| 30                    | Marcin Bułka             |     |
| 20                    | Layvin Kurzawa           | 80e |
| 22                    | Abdou Diallo             |     |
| 25                    | Mitchel Bakker           |     |
| 31                    | Colin Dagba              |     |
| 06                    | Marco Verratti           | 65e |
| 19                    | Pablo Sarabia            |     |
| 23                    | Julian Draxler           | 72e |
| 27                    | Idrissa Gueye            |     |
| 17                    | Eric Maxim Choupo-Moting | 80e |
| 18                    | Mauro Icardi             |     |
|                       |                          |     |
| Entraîneur :          |                          |     |
| Thomas Tuchel         |                          |     |

| Bayern Munich · |                           |     |
| Titulaires :    |                           |     |
|                 |                           |     |
| 01              | Manuel Neuer              |     |
| 19              | Alphonso Davies           |     |
| 27              | David Alaba               |     |
| 17              | Jérôme Boateng            | 25e |
| 32              | Joshua Kimmich            |     |
| 18              | Leon Goretzka             |     |
| 06              | Thiago                    | 86e |
| 29              | Kingsley Coman            | 68e |
| 25              | Thomas Müller             |     |
| 22              | Serge Gnabry              | 68e |
| 09              | Robert Lewandowski        |     |
|                 |                           |     |
| Remplaçants :   |                           |     |
| 26              | Sven Ulreich              |     |
| 39              | Ron-Thorben Hoffmann (de) |     |
| 02              | Álvaro Odriozola          |     |
| 04              | Niklas Süle               | 25e |
| 05              | Benjamin Pavard           |     |
| 21              | Lucas Hernandez           |     |
| 08              | Javi Martínez             |     |
| 10              | Philippe Coutinho         | 68e |
| 11              | Michaël Cuisance          |     |
| 14              | Ivan Perišić              | 68e |
| 24              | Corentin Tolisso          | 86e |
| 35              | Joshua Zirkzee            |     |
|                 |                           |     |
| Entraîneur :    |                           |     |
| Hansi Flick     |                           |     |